# Lousonna

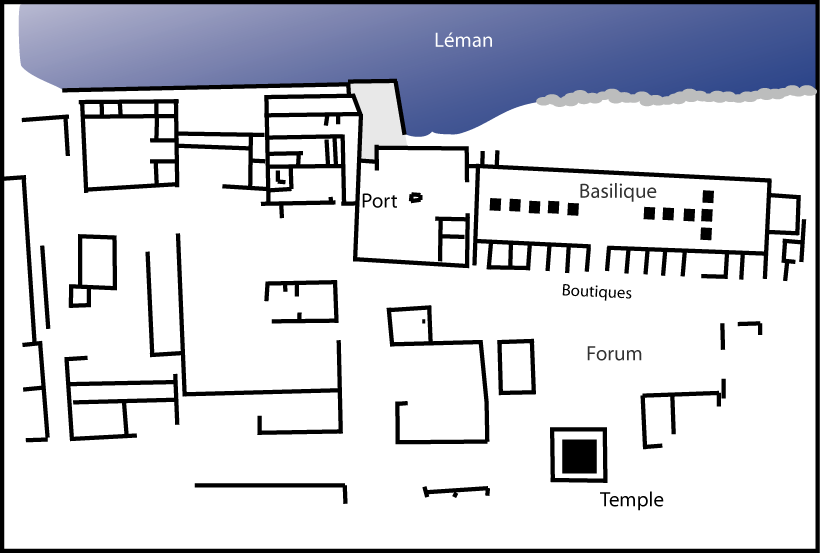
Plan der konservierten Mauerfundamente von Lousonna, die im Stadtpark am ehemaligen Ufer des Genfersee zugänglich sind.

Lousonna war ein gallorömischer Vicus im Gebiet der heutigen Schweiz. Die antike Ortschaft steht am Anfang der Siedlungsgeschichte und des Ortsnamens der Stadt Lausanne. Sie lag am Ufer des Genfersees im Gebiet des heutigen Quartiers Vidy.

## Geschichte
Der Beginn der römischen Siedlung am Genfersee ist um 15 vor Christus zu datieren. Der Vicus, dessen antiker Ortsname Lousonna inschriftlich bezeugt ist, lag im Gebiet der römischen Kolonie Aventicum. Er befand sich an der Verzweigung grosser römischer Strassen von Italien über den Grossen Sankt Bernhard nach Gallien. Die Ortschaft lag auf dem breiten, flachen Uferstreifen am Genfersee, der in der Antike Lacus Lemannus und auch Lacus Losonne hiess und in der Strassenkarte Tabula Peutingeriana als Lacum Losonne vermerkt ist. Sie erstreckte sich zwischen den Flussdeltas des Flon und der Chamberonne über eine Länge von mehr als einem Kilometer entlang der antiken Uferstrasse. In diesem Areal steht heute unter anderem der Hauptsitz des Internationalen Olympischen Komitees. Ein Kanal führte Wasser aus dem Flon zu den Häusern. Von den römischen Brücken über die Flüsse sind keine Spuren mehr vorhanden.

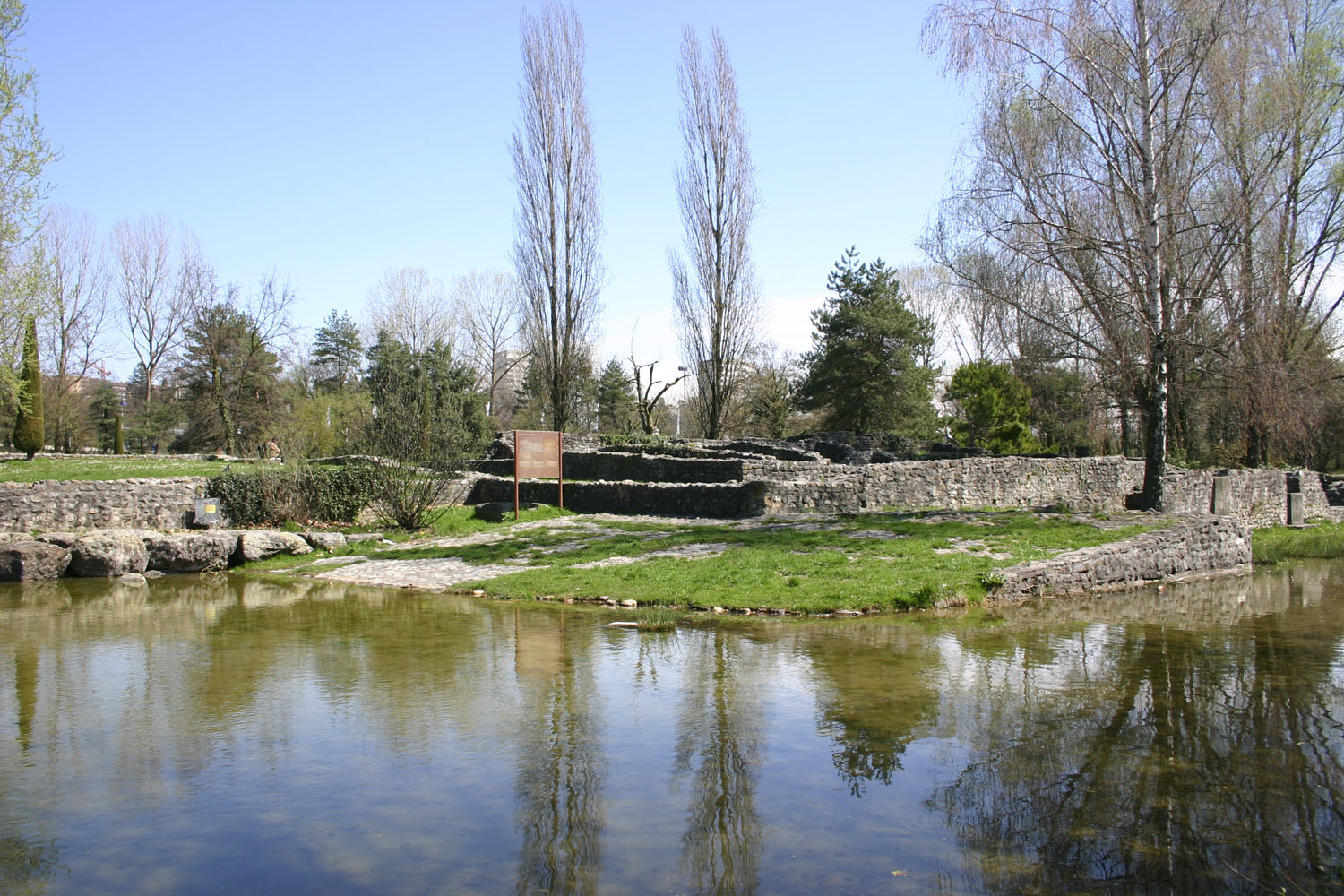
Mauerreste des antiken Hafens von Lousonna

Der Vicus Lousonna hatte in der Zeit des grössten Siedlungsausbaus eine Fläche von etwa 20 Hektaren und war damit eine der grössten römischen Siedlungen in Helvetien. Er hatte schätzungsweise 1500 bis 2000 Einwohner. Am Ufer des Genfersees, das verglichen mit der heutigen Topographie weiter landeinwärts lag, bestand ein Hafen. Vom Verkehr auf dem See zeugt eine bei den Ausgrabungen gefundene Weiheinschrift der Schiffleute von Lousonna («nautae lacu Lemanno qui Leusonnae consistunt»), die wohl den Warenverkehr zwischen der römischen Stadt Genava und Lousonna sowie weiterer Stationen am See durchführten.

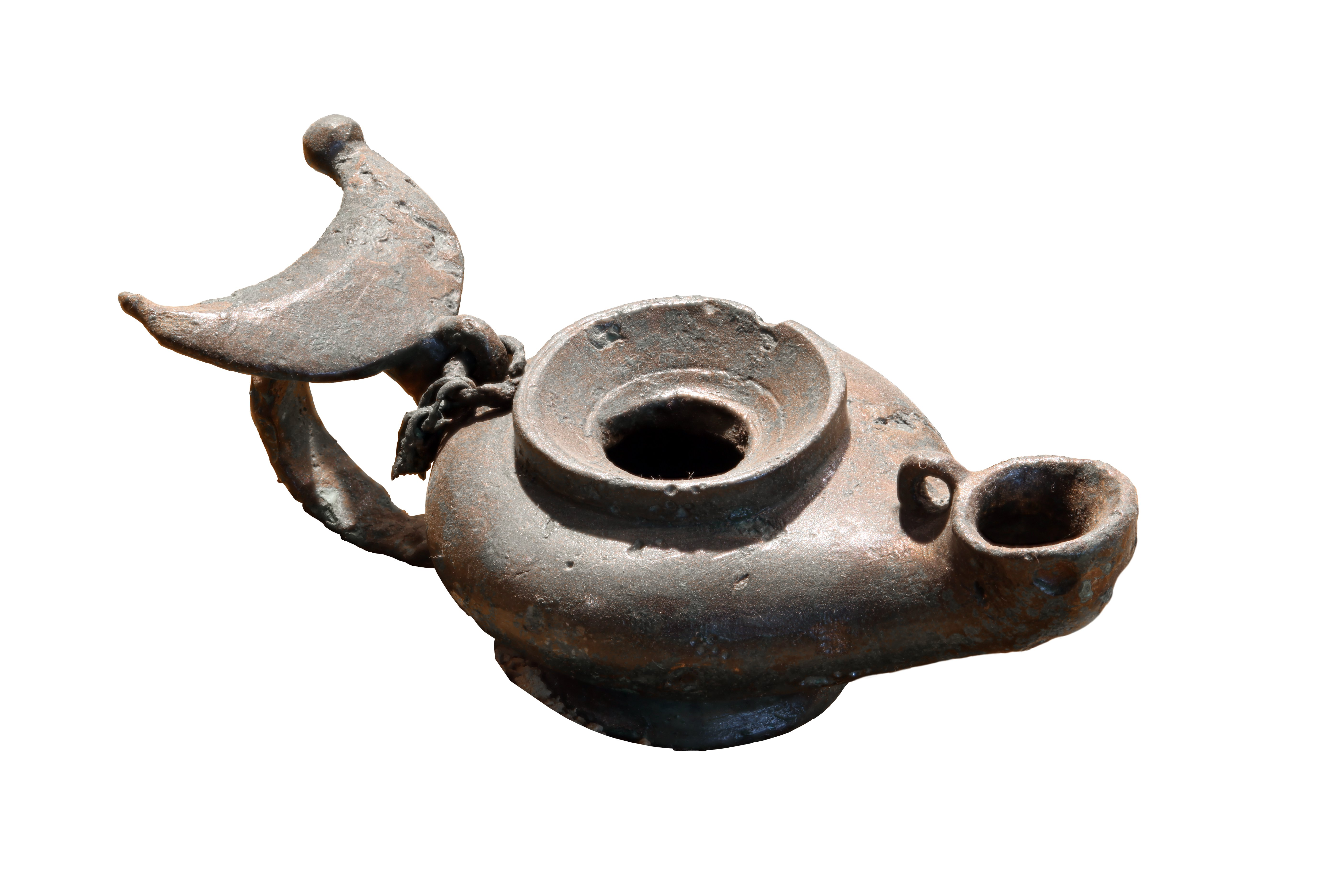
Römische Bronzelampe (Römisches Museum Lausanne-Vidy)

Archäologische Ausgrabungen seit dem 19. Jahrhundert erlaubten grossflächige Untersuchungen der römischen Überreste, die bis dahin durch spätere Überbauungen kaum gestört worden waren. In den 1930er Jahren entdeckte der Architekt und Archäologe Frédéric Gilliard, Präsident der Waadtländer Sektion des Schweizer Heimatschutzes, besonders gut erhaltene Fundamentmauern eines Hauses, über welchem 1936 das erste Römische Museum Lausanne-Vidy errichtet wurde; das aktuelle Museum stammt von 1993. Nach erneuten Forschungsgrabungen vor dem Bau des Autobahnzubringers von Lausanne und der Landesausstellung Expo 64 und bis im 21. Jahrhundert konnte man den Grundriss des Vicus grossflächig rekonstruieren. Weite Bereiche der damals aufgedeckten Gebäudemauern sind heute im öffentlichen Park am Seeufer zu sehen.
So kennt man heute die Lage eines Theaters, des Forums, eines Tempels, einer Basilika und des Hafens. Der Tempel von Lousonna war wie ähnliche zeitgleiche Bauwerke dem Kult der vergöttlichten Roma und des Kaiserhauses geweiht. In der Umgebung des römischen Vicus lagen mehrere grosse Landhäuser. Aus mehr als einem Dutzend in Lousonna gefundenen antiken Inschriften sind Hinweise auf Personen und Institutionen des Vicus zu gewinnen. Erwähnt sind in Weiheinschriften insbesondere die von Privatpersonen oder der Gemeinschaft verehrten Gottheiten Ceres, Neptun, Apollon, Merkur, Herkules, Luna und die gallischen Suleviae.
Ab dem späten 3. Jahrhundert ging die Bedeutung des Vicus Lousonna zurück. Wegen der unsicheren Verhältnisse nach den germanischen Raubzügen nach Gallien entstand auf einem gut geschützten Hügel weiter oben im Tal des Flon die Siedlung, aus welcher viel später die mittelalterliche Bischofsstadt von Lausanne hervorging.